# San Antonio Talons
I San Antonio Talons furono una squadra della Arena Football League con sede a San Antonio, Texas. La squadra disputava le sue partite casalinghe all'Alamodome

## Storia
La squadra fu fondata nel 2000 col nome di Tulsa Talons e disputò le sue stagioni fino al 2009 nella af2, la defunta lega di sviluppo della Arena Football League, vincendo due campionati (2003 e 2007) e otto titoli di division. Dopo la cancellazione della stagione 2009 della AFL, la af2 si dissolse. Nel 2010 la nuova incarnazione della AFL riprese le operazioni e i Talons si trasferirono nella nuova lega. Il 21 settembre 2011 la franchigia annunciò il suo trasferimento da Tulsa a San Antonio nel Texas, a causa della diminuzione di interesse e di presenze nell'arena, mantenendo la denominazione "Talons". La Squasra si sciolse ufficialmente nel 2014.